# Мас-Кабардес
Мас-Кабарде́с (фр. Mas-Cabardès) — коммуна во Франции, находится в регионе Лангедок — Руссильон. Департамент коммуны — Од. Административный центр кантона Мас-Кабардес. Округ коммуны — Каркасон.
Код INSEE коммуны — 11222.

## Население
Население коммуны на 2008 год составляло 201 человек.
| 1962 | 1968 | 1975 | 1982 | 1990 | 1999 | 2008 |
| ---- | ---- | ---- | ---- | ---- | ---- | ---- |
| 371  | 388  | 310  | 245  | 235  | 205  | 201  |

## Экономика

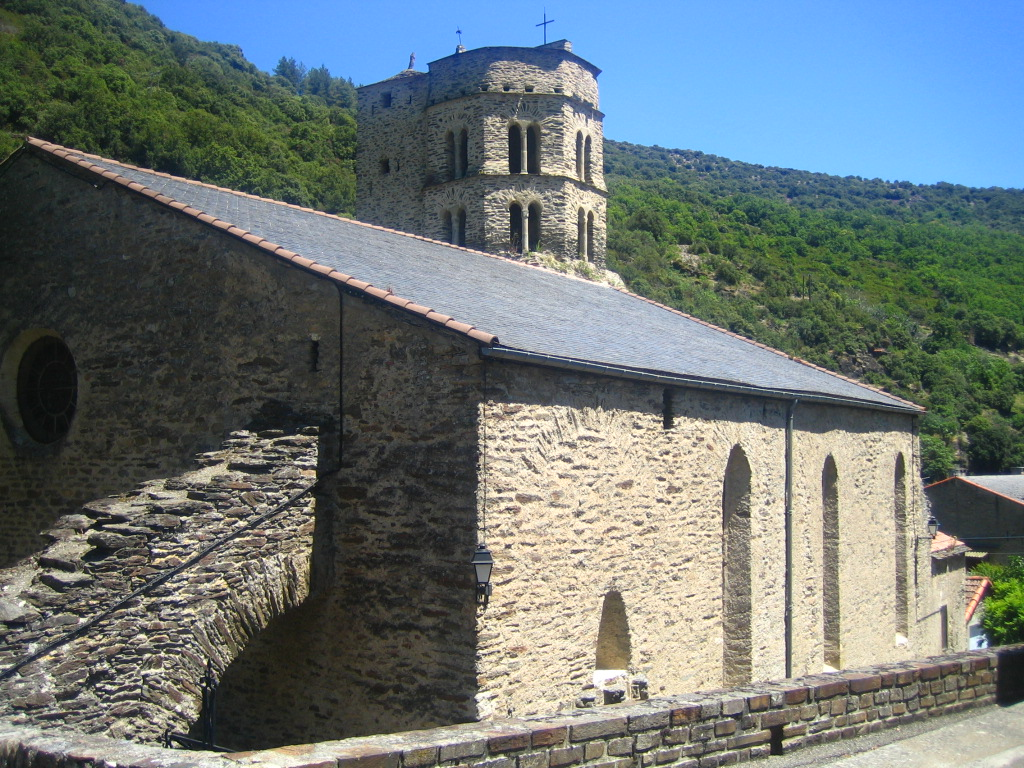
Церковь Сен-Этьен

В 2007 году среди 117 человек в трудоспособном возрасте (15—64 лет) 79 были экономически активными, 38 — неактивными (показатель активности — 67,5 %, в 1999 году было 61,5 %). Из 79 активных работали 69 человек (36 мужчин и 33 женщины), безработных было 10 (7 мужчин и 3 женщины). Среди 38 неактивных 4 человека были учениками или студентами, 23 — пенсионерами, 11 были неактивными по другим причинам.